# Kergrist-Moëlou
Kergrist-Moëlou är en kommun i departementet Côtes-d'Armor i regionen Bretagne i nordvästra Frankrike. Kommunen ligger i kantonen Rostrenen som tillhör arrondissementet Guingamp. År 2022 hade Kergrist-Moëlou 636 invånare.

## Befolkningsutveckling
Antalet invånare i kommunen Kergrist-Moëlou
Referens:INSEE